# Éparchie de Lungro
L'éparchie de Lungro (en latin : eparchia Lungrensis ; en italien : eparchia di Lungro) est une église particulière de l'Église catholique en Italie. Érigée en 1919, l'éparchie est une des trois églises particulières de l'Église grecque-catholique italo-albanaise, une des Églises catholiques orientales. Exempte, l'éparchie relève immédiatement du Saint-Siège. Depuis 2012, l'éparque de Lungro est Donato Oliverio.

## Histoire
Depuis les débuts de la diaspora albanaise en Italie date du XVe siècle, celle-ci a cherché à préserver son patrimoine linguistique, culturel et liturgique, s'appuyant sur le rite byzantin.
Dans les premiers temps, malgré des rapports difficiles avec la communauté italienne latine, les albanais d'Italie restaient placés sous la juridiction du patriarche d'Ohrid et de métropolites orthodoxes. 
Le concile de Trente en 1563, place ces communautés sous la juridiction des évêques latins ce qui ne fait qu'exacerber les tensions et les incompréhensions, les évêques latins cherchant alors à amener au rite romain les albanais italiens. 
Au XVIIIe siècle se pose de manière prégnante la question de la formation culturelle, théologique et pastorale des prêtres italo-albanais. Le 10 juin 1732, par la bulle Superna Dispositione, le pape Clément XII accorde aux communautés italo-albanaises de Calabre et de Sicile de disposer d'un évêque auxiliaire pour ordonner les prêtres de rite byzantin.
Ce n'est qu'au début du XIXe siècle que le Saint-Siège accorde une plus grande attention à la situation des fidèles de rite byzantin en Italie restés fidèles depuis quatre siècles à leur héritage liturgique oriental et à leur demande de disposer d'un évêque de rite grec disposant des pleins pouvoirs épiscopaux. Enfin, par la bulle Catholici fideles du 13 février 1919, le pape Benoît XV érige l'éparchie de Lungro pour les italo-albanais d'Italie continentale, reconnaissance complétée plus tard par l'érection d'une éparchie similaire pour la communauté sicilienne.

## Territoire
L'éparchie compte vingt-neuf paroisses : vingt-cinq dans la province de Cosenza, deux dans celle de Potenza, une dans celle de Pescara et une dans la commune de Lecce.
| Paroisse                       | Commune                 | Province |
| ------------------------------ | ----------------------- | -------- |
| Esaltazione della Santa Croce  | San Paolo Albanese      | Potenza  |
| San Atanasio il grande         | Santa Sofia d'Epiro     | Cosenza  |
| San Basilio Magno              | Frascineto              | Cosenza  |
| San Benedeto Abate             | San Benedetto Ullano    | Cosenza  |
| San Constantino il grande      | San Costantino Albanese | Potenza  |
| S. Demetrio Megalomartire      | San Demetrio Corone     | Cosenza  |
| San Giovanni Battista          | Acquaformosa            | Cosenza  |
| San Giorgio Megalomartire      | San Giorgio Albanese    | Cosenza  |
| San Giovanni Battista          | Plataci                 | Cosenza  |
| San Giovanni Battista          | San Basile              | Cosenza  |
| San Giovanni Crisostomo        | Firmo                   | Cosenza  |
| San Giuseppe                   | Castrovillari           | Cosenza  |
| San Giuseppe                   | San Benedetto Ullano    | Cosenza  |
| Santa Maria ad nives           | Castroregio             | Cosenza  |
| Santa Maria Assunta            | Rosciano                | Pescara  |
| Santa Maria Assunta            | Civita                  | Cosenza  |
| Santa Maria Assunta            | Frascineto              | Cosenza  |
| Santa Maria Assunta in cielo   | Firmo                   | Cosenza  |
| Santa Maria di Constantinopoli | San Demetrio Corone     | Cosenza  |
| Santa Maria di Constantinopoli | Vaccarizzo Albanese     | Cosenza  |
| San Mauro                      | Corigliano Calabro      | Cosenza  |
| San Michele Archangelo         | Falconara Albanese      | Cosenza  |
| San Michele Archangelo         | San Demetrio Corone     | Cosenza  |
| San Nicola di Mira             | Castroregio             | Cosenza  |
| San Nicola di Mira             | Lecce                   | Lecce    |
| San Nicola di Mira             | Lungro                  | Cosenza  |
| Santi Pietro et Paulo          | San Cosmo Albanese      | Cosenza  |
| Santissimi Salvatore           | Lungro                  | Cosenza  |
| Santissimi Salvatore           | Cosenza                 | Cosenza  |

## Cathédrale
La cathédrale de Lungro, dédiée à saint Nicolas de Myre, est la cathédrale de l'éparchie.

## Éparques
- 1919-1979 : Giovanni Mele
- 1979-1987 : Giovanni Stamati
- 1987-2010 : Ercole Lupinacci
- depuis 2012 : Donato Oliverio